# Nigerias håndboldlandshold (damer)
Nigerias håndboldlandshold er det nigerianske landshold i håndbold for kvinder. De bliver reguleret af Fédération Nigérienne de Handball , og deltager i internationale håndboldkonkurrencer. Holdet deltog under Sommer-OL 1992 hvor de kom på en 8. plads.